# Logic Pro
| CNet          | [ 1 ]   |
| dobreprogramy | [ 2 ]   |
| Macworld      | [ 3 ]   |
| MusicRadar    | [ 4 ]   |
| PCMag.com     | Wybitny |

Logic Pro – cyfrowa stacja robocza, której producentem jest Apple.
Według rankingu Ask.Audio z 2015 roku, 16,95% spośród 25 000 muzyków i producentów biorących udział w głosowaniu wybrało Logic Pro.